# Bjorn Wijnants
Bjorn Wijnants (ur. 9 listopada 1983) – belgijski kolarz BMX, brązowy medalista mistrzostw świata. 

## Kariera
Największy sukces w karierze Bjorn Wijnants osiągnął w 2005 roku, kiedy zajął trzecie miejsce w konkurencji cruiser podczas mistrzostw świata BMX w Paryżu. W zawodach tych wyprzedzili go jedynie Amerykanin Randy Stumpfhauser oraz Brytyjczyk Kelvin Batey. Był to jedyny medal wywalczony przez Wijnantsa na międzynarodowej imprezie tej rangi. Nigdy nie wystąpił na igrzyskach olimpijskich.